# 宮城県道212号小牛田停車場線
宮城県道212号小牛田停車場線（みやぎけんどう212ごう こごたていしゃじょうせん）は、宮城県遠田郡美里町のJR東北本線 小牛田駅と宮城県道19号鹿島台高清水線とを結ぶ一般県道である。

## 路線概要
- 実延長：637.0 m
- 起点：小牛田駅
- 終点：宮城県遠田郡美里町北浦

## 通過する自治体
- 宮城県
  - 遠田郡
    - 美里町

## 接続する道路
- 宮城県道19号鹿島台高清水線

## 周辺
- 遠田警察署